# Henrikas Žustautas
Henrikas Žustautas (Plungė, 13 de julio de 1994) es un deportista lituano que compite en piragüismo en la modalidad de aguas tranquilas.
Ganó dos medallas en el Campeonato Mundial de Piragüismo, oro en 2019 y bronce en 2018, y seis medallas en el Campeonato Europeo de Piragüismo entre los años 2016 y 2022.
En los Juegos Europeos consiguió dos medallas, oro en Bakú 2015 y oro en Cracovia 2023, ambas en la prueba de C1 200 m.

## Palmarés internacional
| Campeonato Mundial | Campeonato Mundial          | Campeonato Mundial | Campeonato Mundial |
| Año                | Lugar                       | Medalla            | Competición        |
| ------------------ | --------------------------- | ------------------ | ------------------ |
| 2018               | Montemor-o-Velho (Portugal) | Medalla de bronce  | C1 200 m           |
| 2019               | Szeged (Hungría)            | Medalla de oro     | C1 200 m           |
| Juegos Europeos    |                             |                    |                    |
| Año                | Lugar                       | Medalla            | Competición        |
| 2015               | Bakú (Azerbaiyán)           | Medalla de oro     | C1 200 m           |
| 2023               | Cracovia (Polonia)          | Medalla de oro     | C1 200 m           |
| Campeonato Europeo |                             |                    |                    |
| Año                | Lugar                       | Medalla            | Competición        |
| 2016               | Moscú (Rusia)               | Medalla de plata   | C1 200 m           |
| 2017               | Plovdiv (Bulgaria)          | Medalla de oro     | C1 200 m           |
| 2021               | Poznań (Polonia)            | Medalla de bronce  | C1 200 m           |
| 2021               | Poznań (Polonia)            | Medalla de bronce  | C2 200 m           |
| 2022               | Múnich (Alemania)           | Medalla de oro     | C1 200 m           |
| 2022               | Múnich (Alemania)           | Medalla de plata   | C2 200 m           |